# Jarod (rappeur)
Pour les articles homonymes, voir Jarod.
Jarod né le 5 mars 1987 est un rappeur français, originaire du 19e arrondissement de Paris. Il est l'un des ex-membres du groupe de rap parisien L'Institut.

## Biographie
Jarod grandit dans la cité des Orgues, dans le quartier de Riquet du 19e arrondissement de Paris.
Il fait ses débuts dans le rap vers 2004, période lors de laquelle il fait la rencontre de la Sexion d'Assaut. Affilié à eux à travers le label Wati B qu'il rejoint, il monte alors son propre groupe, L'Institut (composé entre autres de Dr. Bériz, Abou Debeing ou encore de S.Pri Noir).
Il commence à se tailler une réputation avec ses freestyles à partir de 2008 (mais est ralenti dans son ascension par une première peine de prison), puis sort son premier projet solo début 2011 sous le label Wati B, Feinte de frappe.
Après avoir quitté le Wati B la même année pour se mettre en indépendance, il sort un nouveau street album le 21 avril 2012, En attendant la frappe. Chaque fin d'année depuis 2012, il est connu pour sortir une chanson célébrant la fin de l'année civile portant le nom de Termine.
Il se fait connaître du grand public avec son single Dawala en 2013.
Son premier album, Frappe préventive, sort dans les bacs en totale indépendance le 24 novembre 2014 (il se vendra à près de 8 000 exemplaires).
Le 6 mai 2016, Jarod sort son deuxième album solo, Caméléon (qui reste encore à ce jour son plus gros succès), avec plus de 20 000 ventes à ce jour.
L'année suivante, il sort un nouveau projet, Attitude (sous forme numérique), puis Test Micro deux ans plus tard en 2019.
En 2020, Jarod sort deux mixtapes à quelques mois d'intervalle, New Attitude et Avant la guerre.
2021 est également très prolifique pour le rappeur qui sort successivement trois projets au cours de la même année, Ronin, Clout et Grande Équipe.

## Discographie

### Chansons

#### Collaborations notables
| Année | Titre | Album                                                 |
| ----- | --- | ----------------------------------------------------- |
| 2008  | Zoologie (Abou Tall feat. Jarod & R.I.M.)                                                                                  |                                                       |
| 2012  | Brutaliser (Vald feat. Jarod)                                                                                              |                                                       |
| 2013  | Un choix (Kounta feat. Dr. Bériz, Jarod & Abou Tall)                                                                       |                                                       |
| 2013  | Triste Époque (Shone d'Holocost feat. Nakk & Jarod)                                                                        | La Mort du Rap Game (mixtape de Ghetto Fabulous Gang) |
| 2015  | Déter (Sarahmée feat. OGB, Jarod, Le Rat Luciano, Ladea, Aki, Jacky Brown, Kamelancien, Fdy Phenomen, Teddy, Star et Leck) | Légitime (album de Sarahmée)                          |
| 2015  | Week-end (DJ Kayz feat. Jarod & Dieselle)                                                                                  | Paris Oran New York 2015 (album de DJ Kayz)           |
| 2015  | X (Leck feat. Jarod) | Le Doigt Du Roi (album de Leck)                       |
| 2017  | Midnight (I.K feat. Jarod)                                                                                                 | Talents fâchés Vol.5 (compilation d'I.K)              |
| 2017  | Tricératops (Alkpote Feat. Jarod & Tino)                                                                                   | Les Marches de l’Empereur (album d'Alkpote)           |
| 2020  | La haine (Jazzy Bazz feat. Jarod, Infinit' & Heskis)                                                                       | Memento II (single de Jazzy Bazz)                     |
| 2021  | Eux, nous, ils (Sheety feat. Jarod, Disiz La Peste & Grödash)                                                              | Aries (compilation de Sheety)                         |
| 2021  | Testarossa (Jul, Nahir, Soso Maness, Jarod, GLK, Tonyno, Ivory, Mazen & Sauzer)                                            | Le Classico organisé (compilation de Jul)             |